# 勝利國際多媒體
勝利國際多媒體是台灣過去一間日本動畫、音樂代理公司，總部設於台北市北投區承德路七段110號2樓。2002年3月26日設立，2009年4月29日廢止公司登記（臺北市政府「府產業商字第09837168200號」）。曾經積極引進《魔法老師》等動畫的音樂作品，後來從市場上銷聲匿跡。勝利國際歇業後，作品轉由不同公司發行。

## 代理作品

### 動畫
- 高機動幻想GPM～嶄新之行軍歌～（ガンパレード・マーチ ～新たなる行軍歌～）
- 妄想科學美少女（妄想科学シリーズ ワンダバスタイル）
- G-on少女騎士團（G-onらいだーす♥）
- Z.O.E Dolores, i（Z.O.E Dolores, i）
- 宇宙學園（宇宙のステルヴィア）
- 青出於藍（藍より青し）
- 天使怪盜（D・N・ANGEL）
- 十二國記（十二国記）
- 爆彈小新娘（りぜるまいん）
- 萬花筒之星（カレイドスター）
- 天地無用!（OVA、劇場版）
- 東京地底奇兵（東京アンダーグラウンド）
- 魔域幽靈（ヴァンパイアハンター The Animated Series）
- 破邪大星彈劾凰（破邪大星ダンガイオー）
- 冥王計畫（冥王計画ゼオライマー）
- 羅德斯島戰記（ロードス島戦記）
- 快打旋風II V（ストリートファイターII V）
- 幸運大頭狗（ふぉうちゅんドッグす）
- 鋼鐵新世紀（鉄コミュニケイション）
- 深海潛艦707R（サブマリン707R）
- 魔偵探洛基（魔探偵ロキRAGNAROK）
- 蒼穹之戰神（蒼穹のファフナー）
- 魔法少女奈葉（無印）（魔法少女リリカルなのは）
  - 魔法少女奈葉A's（魔法少女リリカルなのはA's）
- 秀逗魔導士電影版、OVA系列（スレイヤーズ）
- 巨乳學園 OVA（エイケン エイケンヴより愛をこめて）
- 煌羅萬象（Ψchic Academy 煌羅万象）
- D.C. ～戀愛學園～（D.C. ～ダ・カーポ～）→知音人文化事業
- 小白獅王（ジャングル大帝）
- 奇鋼仙女（奇鋼仙女ロウラン）
- 戰少女（戦ー少女イクセリオン）
- 鋼琴物語（PIANO）
- 黃金小子（GOLDEN BOY さすらいのお勉強野郎）
- 瓶詰妖精（瓶詰妖精）→佳穎影音
- X 劇場版
- 吸血姬美夕 OVA（吸血姫美夕）
- 功夫小食神（格闘料理伝説ビストロレシピ）
- 大拇指公主（おやゆび姫物語）→佳音影音科技

### 音樂
- 鐵人28號原聲帶
- 魔法老師 班級聲優系列
- 蒼穹之戰神角色CD
- 蒼穹之戰神原聲帶
- 林原惠系列專輯